# Монревель, Жан IV де Лабом
Жан IV де Лабом (фр. Jean IV de la Baume; ум. 1552), граф де Монревель — французский государственный и военный деятель.

## Биография
Сын Марка де Лабома, графа де Монревеля, и Бонны де Лабом.
Виконт де Линьи-ле-Шатель, сеньор де Валюфен, Марбо, Фуасья, Пем, Монжиффон, Бонрепо, Бюсси, Абержеман, Сен-Мартен-ле-Шатель, Эн-Аньер, Сент-Этьен-дю-Буа, Шарно, Сент-Этьен-сюр-Рессуз, Преси, Кюдо, Ла-Прель, Ле-Фель, Антийи, Шазю и Лошьер.
При жизни отца был известен, как сеньор де Пем. 26 сентября 1503 назначен Филиппом I Красивым на должности советника и камергера.
В 1530 году участвовал в церемонии погребения принца Оранского в Лон-ле-Сонье, а также в коронации Элеоноры Австрийской и сопровождал королеву при въезде в Париж. Карл V в 1532 году обратился к Жану с предложением выступить посредником при урегулировании спора между женевцами и герцогом Савойским.
Перейдя на французскую службу, Жан де Лабом стал капитаном ордонансовой роты из 50 тяжеловооруженных всадников, и был пожалован в рыцари ордена короля.
После завоевания Бресса войсками адмирала Бриона граф де Монревель был 23 марта 1535 направлен в эту провинцию для принятия присяги верности со стороны сословий, с полномочиями командующего в отсутствие адмирала. 1 декабря 1540 патентом, данным в Фонтенбло, он был назначен губернатором и генеральным наместником в оккупированных Савойе, Брессе, Бюже, Вальроме, Тарантезе, Морьене и Валь-д'Аосте и снова утвержден в этой должности 30 мая 1542.
20 апреля 1542 король поручил Жану принимать и рассматривать жалобы всех трех сословий Бресса, а комиссионом, данным в Пасси 28 марта 1543, губернатор получил право сносить любое строение в Бурк-ан-Бресе, если оно мешало фортификационным работам. По словам Самюэля Гишнона, не злоупотреблял полученной возможностью.
Составил завещание 20 апреля 1552, и умер вскоре после этого. Был погребен в капелле Монревеля.

## Семья
В 1526 году был помолвлен с Жаклин де Латремуй, дочерью Жоржа де Латремуя, сеньора де Жонвеля, генерального наместника и наследственного камергера Бургундии, бальи Осуа, и Мадлен д'Азе, но бракосочетание было отменено из-за конфликта семей, приведшего к судебному разбирательству
1-я жена (4.08.1527, Арк-ан-Барруа, брак с церковного разрешения): Франсуаза де Вьен, дама де Бюсси, дочь Франсуа де Вьена, сеньора де Листенуа, и Бенины де Грансон, вдова Жака д'Амбуаза, сеньора де Бюсси
Дети:
- Эме де Лабом, дама де Ла-Ферте-Шодерон. Муж (16.12.1546, Бурк-ан-Брес): Жан де Лашамбр, граф, затем 1-й маркиз де Лашамбр, граф де Люиль, виконт де Морьен. 18.12.1574 договорилась со своей сестрой дамой де Карнавале по поводу претензий на владения дома Монревель
- Франсуаза де Лабом. Муж (контракт 16.12.1546, Бурк-ан-Брес): Гаспар де Со, сеньор де Таванн (1509—1573), маршал Франции. В соответствии с правами на наследство дома Монревель они с мужем получили виконтство Линьи и дворец в Париже. Составила завещание 18.04.1608. Эта дама была настолько сведущей в Священном Писании, что взяла верх в диспуте, проведенном знаменитым Рабеном

2-я жена (8.08.1531): Авуа д'Алегр, дочь Франсуа д'Алегра, сеньора де Преси, и Шарлотты де Шалон, графини де Жуаньи. Составила завещание 1.09.1534 и умерла бездетной
3-я жена (28.07.1536): Элен де Турнон, дама де Вассальё (ум. после 1570), дочь Жюста, сеньора де Турнон, и Жанны де Виссак, дамы д'Арленк. Была воспитательницей принца Пьемонтского в 1563 году, составила завещание 27.03.1567
Дочь:
- Франсуаза де Лабом. Муж 1) (контракт 17.09.1548, Марбо, брак с церковного разрешения): Франсуа де Лабом, барон де Мон-Сен-Сорлен; 2) (20.11.1566): Франсуа де Керневенуа (ок. 1520—1571), сеньор де Карнавале и Нуайян, главный конюший, глава совета и сюринтендант дома герцога Анжуйского